# Groitzsch
Groitzsch (pol. hist. Grójec) – miasto w Niemczech, w kraju związkowym Saksonia, w okręgu administracyjnym Lipsk, w powiecie Lipsk (do 31 lipca 2008 w powiecie Leipziger Land).

## Bibliografia

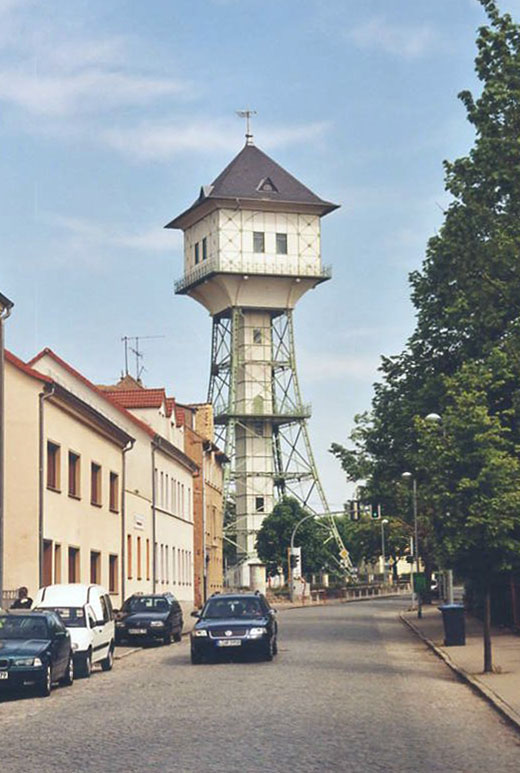
Wieża ciśnień

## Geografia
Groitzsch leży ok. 25 km na południe od Lipska i ok. 20 km na północny wschód od Zeitz.

## Dzielnice miasta
| - Altengroitzsch - Audigast - Auligk - Berndorf - Brösen - Cöllnitz - Droßkau - Gatzen - Großstolpen - Großprießligk | - Hemmendorf - Hohendorf - Kleinprießligk - Kleinhermsdorf - Kobschütz - Langenhain - Löbnitz-Bennewitz - Maltitz - Methewitz - Michelwitz | - Nehmitz - Nöthnitz - Obertitz - Oellschütz - Pödelwitz - Pautzsch - Saasdorf - Schnaudertrebnitz - Wischstauden |